# La malquerida
La malquerida est une telenovela mexicaine basée sur  le drame  rural de 1913 de l’espagnol Jacinto Benavente. C'est une adaptation de l´écrivain mexicaine Ximena Suarez,  diffusée depuis le 2 juin 2014 sur Canal de las Estrellas au Mexique.

## Synopsis
De nos jours, dans une hacienda appelée "Benavente" vivent Cristina et sa fille Acacia. Cristina devenue veuve se remarie avec Esteban, qui est rejeté par Acacia. Mais  cette hostilité apparente  masque un violent désir réciproque. Le malheur survient parce qu'Esteban éloigne  tous les hommes d'Acacia qui devient donc "la mal aimée", "la malquerida".

## Distribution
- Ariadne Díaz  : Acacia Rivas Maldonado
- Christian Meier : Don Esteban Domínguez
- Mané de la Parra : Ulises Gallardo
- Victoria Ruffo : Dona Cristina Maldonado Rivas
- Guillermo García Cantú : Don Norberto Palacios
- Arturo Peniche : Don Héctor Roldedo
- Sabine Moussier : Dona Perla Lopez
- Alberto Estrella : Don Danilo Vargas
- África Zavala : Alejandra Silva
- Osvaldo de León : German Palacios Salmeron
- Nora Salinas : Juliana Salmeron de Palacios
- Silvia Mariscal : Elena Reyes de Maldonado
- Fabián Robles: Braulio Jimenez
- Lupita Jones : Carmen Gallardo vda de Torres
- Rapuel Olmedo: Dona Rosa Molina
- Gonzalo Peña: Arturo Torres Gallardo
- Ignacio López Tarso: Juan Carlos Maldonado
- Toño Mauri: Andres Vivanco
- Brandon Peniche : Manuel  Palacios  Salmeron
- Joshua Gutierrez : Gulliermo Torrez
- Miranda Cid: Acacia Rivas Maldonado (jeune)
- Arantza Ruiz: Alejandra Silva  (jeune)
- Alejandro Felipe: Carlitos Silva
- Marcelo Córdoba : Don Alonso Rivas

## Diffusion internationale
| Pays ou Région         | Chaîne                                 | Titre         | Série première     | Série finale    |
| ---------------------- | -------------------------------------- | ------------- | ------------------ | --------------- |
| Mexique                | Canal de las Estrellas                 | La malquerida | 2 juin 2014        | 9 novembre 2014 |
| Chili                  | Mega                                   | La malquerida | 1er septembre 2014 |                 |
| Amérique latine        | Canal de las Estrellas Amérique latine | La malquerida | 1er septembre 2014 |                 |
| Paraguay               | Telefuturo                             | La malquerida |                    |                 |
| République dominicaine | Telemicro                              | La malquerida |                    |                 |
| Ecuador                | Gama TV                                | La malquerida |                    |                 |
| Pérou                  | América Televisión                     | La malquerida |                    |                 |
| États-Unis             | Univision Network                      | La malquerida |                    |                 |
| Panama                 | Telemetro                              | La malquerida |                    |                 |